# Sindang Sari (Tanjung Bintang)
Sindang Sari is een bestuurslaag in het regentschap Lampung Selatan van de provincie Lampung, Indonesië. Sindang Sari telt 4958 inwoners (volkstelling 2010).